# 무궁화대훈장

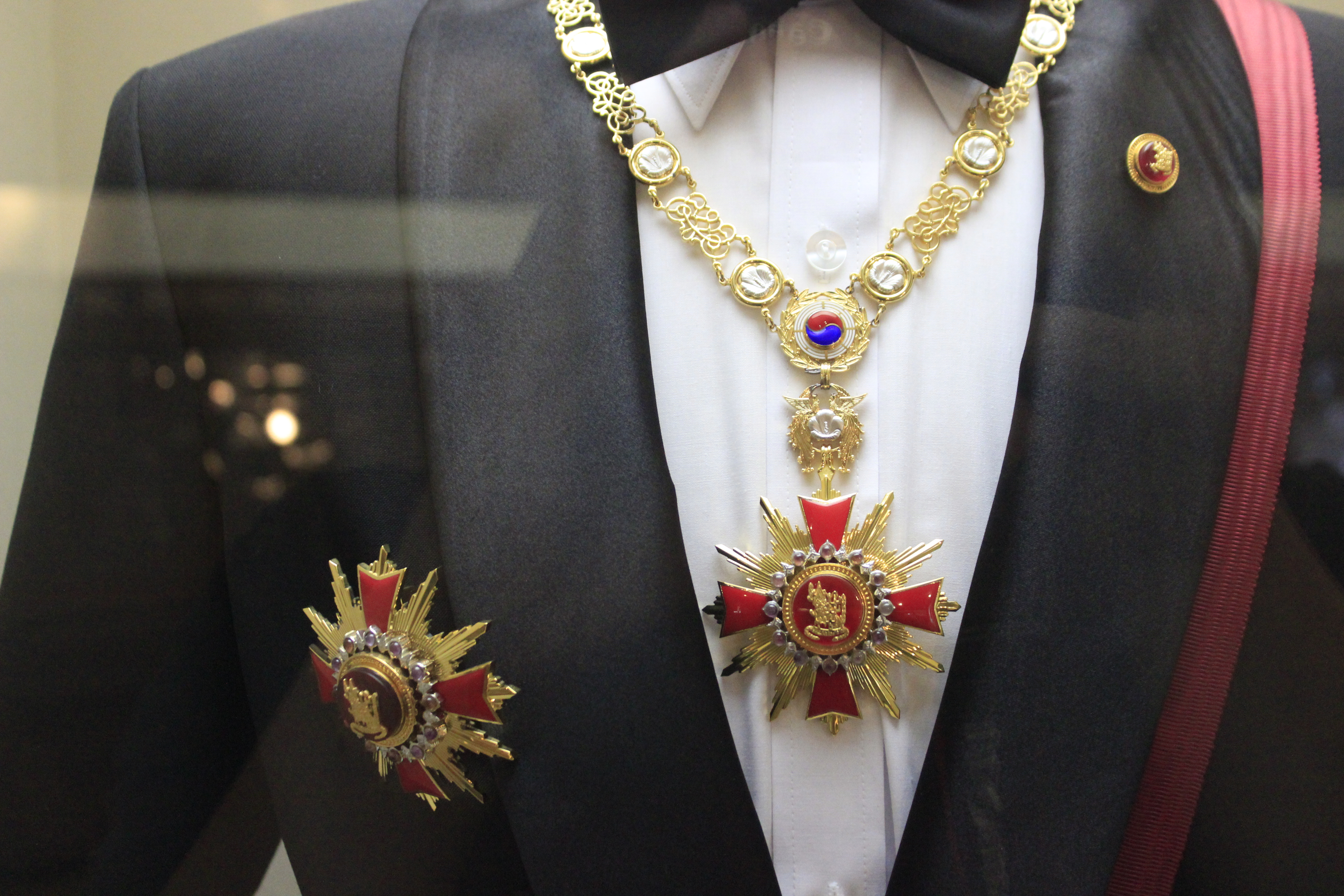
한국조폐공사 화폐박물관에 전시된 무궁화대훈장.

무궁화대훈장(無窮花大勳章, 영어: Grand Order of Mugunghwa)은 대한민국의 최고 훈장이다. 〈상훈법〉 제10조에 따라 대한민국의 대통령에게 수여하며, 대통령의 배우자, 우방국 원수 및 그 배우자 또는 대한민국의 발전과 안전보장에 이바지한 공적이 뚜렷한 전직 우방국 원수 및 그 배우자에게도 수여할 수 있다.

## 역사

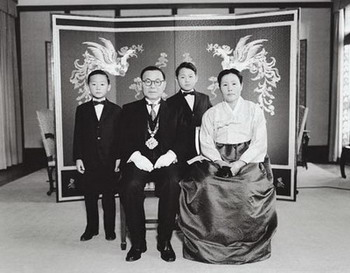
무궁화대훈장을 패용한 윤보선

무궁화대훈장은 1949년 8월 13일에 대통령령 제164호 〈무궁화대훈장령〉이 공포되면서 제정되었다. 제정 당시 무궁화대훈장은 단일 등급의 최고 훈장으로 대통령이 패용하며, 우방국 원수에게 수여할 수 있었다. 〈무궁화대훈장령〉은 1963년 12월 14일에 〈상훈법〉이 제정되면서 폐지되었다. 1967년에 법이 개정되어 대통령과 우방국 원수의 배우자가 수여 대상에 포함되었고, 1973년에 법이 다시 개정되면서 전직 우방국 원수와 그 배우자도 수여 대상에 포함되었다.
최초의 무궁화대훈장은 1949년 8월 15일에 중앙청에서 거행된 건국공로자 표창식에서 제1대 대통령 이승만에게 수여되었다. 외국 원수에게 수여된 최초의 무궁화대훈장은 1964년 12월 8일에 서독 대통령 하인리히 뤼브케에게 수여되었다. 대한민국의 영부인에게는 대통령 박정희의 부인 육영수부터 무궁화대훈장을 수여하였다.
제4대 대통령 윤보선부터 대통령 취임식에서 무궁화대훈장이 수여되었으며, 제13대 대통령 노태우부터 취임식에서 훈장을 패용하지 않았다. 역대 대통령은 취임식 이후 첫 공식 행사로 청와대에서 무궁화대훈장을 수여받는 것이 관례가 되었다. 정권을 이양하는 정부가 국무회의에서 대통령 당선인에 대한 수여를 의결하여 새 대통령이 취임과 함께 훈장을 받도록 한 것이다. 전두환 정부는 1988년 2월 24일에 개최된 마지막 국무회의에서 제13대 대통령 당선자 노태우와 부인 김옥숙에게 훈장을 수여하는 영예수여안을 의결하였다. 노태우 정부는 1993년 2월 11일에 개최된 국무회의에서 제14대 대통령 당선자 김영삼과 부인 손명순에 대한 훈장 수여를 의결하였고, 김영삼은 취임식 직전인 2월 23일에 상도동 자택에서 총무처 장관으로부터 훈장을 전달받았다. 김영삼 정부는 1998년 2월 17일에 개최된 국무회의에서 제15대 대통령 당선자 김대중과 부인 이희호에 대한 훈장 수여를 의결하였고, 김대중은 취임식 당일 2월 25일에 청와대 접견실에서 총무처 장관으로부터 훈장을 전달받고 취임식에 참석하였다. 하지만 제16대 대통령 노무현은 취임식보다는 임기중 공과를 평가받아 퇴임과 함께 받는 것이 타당하다며 당선인 시절에 훈장을 사양하였고, 2008년 1월에 국무회의의 의결을 거쳐 퇴임 직전에 훈장을 수여받았다. 제17대 대통령 이명박도 취임 초에 세계 경제위기 상황 등을 거론하며 훈장을 사양하였다가 퇴임 직전인 2013년 2월 12일에 국무회의에서 훈장 수여를 의결하였다. 이명박 정부는 2013년 2월 19일에 개최된 마지막 국무회의에서 제18대 대통령 당선인 박근혜에 대한 훈장 수여를 의결하였다.
2006년 국무회의에서 12·12 군사 반란과 5·18 민주화 운동 진압과 관련하여 유죄가 확정된 전직 대통령 전두환과 노태우에 대한 각각 9건과 11건의 서훈 취소를 의결하였다. 하지만 무궁화대훈장은 대통령 재임 자체를 부정하는 법적인 문제가 발생하기 때문에 취소 대상에서 제외되었다.

## 형태
무궁화대훈장은 목에 거는 경식훈장(頸飾勳章)과 어깨에 걸치는 대수(大綬)로 된 정장(正章) 및 부장(副章), 금장(襟章)으로 구성된다. 형태·치수·색채·재료에 관한 사항은 대통령령으로 정하고 있다. 과거에는 훈장이 남성용과 여성용으로 구분되어 형태와 재료는 동일하지만 중량과 치수에서 차이가 있었으나 2016년 1월에 〈상훈법〉 시행령이 개정되어 훈장의 도형 및 제식에서 여성용을 별도로 구분하던 규정을 삭제함으로써 남·여 구분이 폐지되었다. 경식장과 정장, 부장은 각각 금·은·자수정·루비, 금장은 금·은·루비로 제작되며, 개당 제작비용만 5천만 원이 넘는다.
1949년 제정 당시 무궁화대훈장의 상징문양은 무궁화로 경식과 장으로 구성되었다가 1963년에 경식과 정장으로 수정되었다. 1967년에 도안이 전면 교체되어 상징문양은 금관으로 변경되었으며, 경식장, 홍색 대수로 된 정장, 부장, 금장으로 구성되었고, 여성용이 설치되었다. 1971년에 대수가 적색으로 변경되었으며, 1984년에 훈장의 크기가 확대되었다.

## 수훈자
| 연도   | 결정일                   | 수여일                          | 성명                                  | 직책      | 국적              |
| ------ | ------------------------ | ------------------------------- | ------------------------------------- | --------- | ----------------- |
| 1949년 |                          | 8월 15일                        | 이승만                                | 대통령    | 대한민국          |
| 1960년 |                          | 8월 13일                        | 윤보선                                | 대통령    | 대한민국          |
| 1963년 | 12월 5일                 | 12월 17일                       | 박정희                                | 대통령    | 대한민국          |
| 1964년 | 12월 3일                 | 12월 8일                        | 하인리히 뤼브케                       | 대통령    | 독일연방공화국    |
| 1964년 | 12월 3일                 | 12월 8일                        | 빌헬미네 뤼브케                       | 영부인    | 독일연방공화국    |
| 1966년 | 2월 1일                  | 2월 7일                         | 이스마일 나시루딘                     | 국왕      | 말레이시아        |
| 1966년 | 2월 1일                  | 2월 7일                         | 틍쿠 인탄 자하라                      | 왕비      | 말레이시아        |
| 1966년 | 2월 1일                  | 2월 10일                        | 푸미폰 아둔야뎃                       | 국왕      | 태국              |
| 1966년 | 2월 1일                  | 2월 10일                        | 시리낏 끼띠야꼰                       | 왕비      | 태국              |
| 1966년 | 2월 1일                  | 2월 15일                        | 장제스                                | 총통      | 중화민국          |
| 1967년 | 6월 23일                 |                                 | 육영수                                | 영부인    | 대한민국          |
| 1968년 | 5월 10일                 | 5월 18일                        | 하일레 셀라시에 1세                   | 황제      | 에티오피아 제국   |
| 1969년 | 5월 23일                 | 5월 27일                        | 응우옌반티에우                        | 대통령    | 베트남 공화국     |
| 1969년 | 5월 23일                 | 5월 27일                        | 구엔 티 마이                          | 영부인    | 베트남 공화국     |
| 1969년 | 10월 28일                | 10월 28일                       | 하마니 디오리                         | 대통령    | 니제르            |
| 1969년 | 10월 28일                | 10월 28일                       | 아이샤 디오리                         | 영부인    | 니제르            |
| 1970년 | 9월 25일                 | 9월 28일                        | 피델 산체스 에르난데스                | 대통령    | 엘살바도르        |
| 1970년 | 9월 25일                 | 9월 28일                        | 마리나데 산체스 에르난데스            | 영부인    | 엘살바도르        |
| 1975년 | 6월 27일                 | 7월 5일                         | 오마르 봉고                           | 대통령    | 가봉              |
| 1975년 | 6월 27일                 | 7월 5일                         | 조세핀 봉고                           | 영부인    | 가봉              |
| 1979년 | 4월 17일                 | 4월 23일                        | 레오폴 세다르 상고르                  | 대통령    | 세네갈            |
| 1979년 | 4월 17일                 | 4월 23일                        | 콜레테 위베르트 상고르                | 영부인    | 세네갈            |
| 1979년 | 12월 7일                 |                                 | 최규하                                | 대통령    | 대한민국          |
| 1979년 | 12월 7일                 | 홍기                            | 영부인                                |           | 대한민국          |
| 1980년 |                          | 5월 11일                        | 할리드 빈 압둘아지즈 알사드           | 국왕      | 사우디아라비아    |
| 1980년 | 5월 14일                 | 자베르 알아마드 알자베르 알사바 | 국왕                                  | 쿠웨이트  |                   |
| 1980년 | 8월 29일                 | 8월 30일                        | 전두환                                | 대통령    | 대한민국          |
| 1980년 | 8월 29일                 | 8월 30일                        | 이순자                                | 영부인    | 대한민국          |
| 1981년 |                          | 6월 25일                        | 하지 모하마드 수하르토                | 대통령    | 인도네시아        |
| 1981년 | 시티 하티나              | 6월 25일                        | 영부인                                |           | 인도네시아        |
| 1981년 |                          | 6월 29일                        | 아마드 샤 이브니 아부 바카르          | 국왕      | 말레이시아        |
| 1981년 | 틍쿠 아프잔              | 6월 29일                        | 왕비                                  |           | 말레이시아        |
| 1981년 |                          | 7월 6일                         | 페르디난드 마르코스                   | 대통령    | 필리핀            |
| 1981년 | 이멜다 마르코스          | 7월 6일                         | 영부인                                |           | 필리핀            |
| 1981년 |                          | 10월 13일                       | 로드리고 카라소                       | 대통령    | 코스타리카        |
| 1981년 | 에스트레야 셀레돈 리사노 | 10월 13일                       | 영부인                                |           | 코스타리카        |
| 1982년 |                          | 5월 10일                        | 사무엘 도                             | 국가 원수 | 라이베리아        |
| 1982년 |                          | 6월 7일                         | 모부투 세세 세코                      | 대통령    | 자이르            |
| 1982년 | 보비 라다와              | 6월 7일                         | 영부인                                |           | 자이르            |
| 1982년 |                          | 8월 25일                        | 압두 디우프                           | 대통령    | 세네갈            |
| 1982년 |                          | 12월 21일                       | 케난 에브렌                           | 대통령    | 튀르키예          |
| 1983년 | 3월 10일                 | 3월 15일                        | 가파르 니메이리                       | 대통령    | 수단              |
| 1983년 | 3월 10일                 | 3월 15일                        | 부띠나 칼릴 압불핫산                  | 영부인    | 수단              |
| 1983년 |                          | 9월 10일                        | 후세인 1세                            | 국왕      | 요르단            |
| 1983년 | 누르                     | 9월 10일                        | 왕비                                  |           | 요르단            |
| 1984년 |                          | 4월 9일                         | 하사날 볼키아                         | 국왕      | 브루나이          |
| 1984년 |                          | 4월 21일                        | 할리파 빈 하마드 알타니               | 국왕      | 카타르            |
| 1984년 | 8월 30일                 | 9월 13일                        | 다우다 자와라                         | 대통령    | 감비아            |
| 1984년 | 8월 30일                 | 9월 13일                        | 치렐 자와라                           | 영부인    | 감비아            |
| 1984년 |                          | 10월 30일                       | 마우문 압둘 가윰                      | 대통령    | 몰디브            |
| 1985년 |                          | 5월 7일                         | 무함마드 지아울하크                   | 대통령    | 파키스탄          |
| 1985년 |                          | 5월 20일                        | 루이스 알베르토 몽헤                  | 대통령    | 코스타리카        |
| 1986년 | 9월 4일                  | 4월 10일                        | 엘리자베스 2세                        | 국왕      | 영국              |
| 1986년 | 9월 4일                  | 4월 16일                        | 보두앵                                | 국왕      | 벨기에            |
| 1987년 |                          | 4월 7일                         | 아메드 압달라                         | 대통령    | 코모로            |
| 1988년 | 2월 24일                 | 2월 25일                        | 노태우                                | 대통령    | 대한민국          |
| 1988년 | 2월 24일                 | 2월 25일                        | 김옥숙                                | 영부인    | 대한민국          |
| 1988년 |                          | 11월 3일                        | 이스칸다르                            | 국왕      | 말레이시아        |
| 1988년 | 자나리아                 | 11월 3일                        | 왕비                                  |           | 말레이시아        |
| 1989년 | 11월 3일                 | 11월 20일                       | 리하르트 폰 바이츠제커                | 대통령    | 독일연방공화국    |
| 1989년 | 11월 3일                 | 11월 30일                       | 프랑수아 미테랑                       | 대통령    | 프랑스            |
| 1989년 | 11월 3일                 | 11월 30일                       | 다니엘 미테랑                         | 영부인    | 프랑스            |
| 1990년 |                          | 6월 21일                        | 안드레스 로드리게스                   | 대통령    | 파라과이          |
| 1990년 |                          | 11월 15일                       | 괸츠 아르파드                         | 대통령    | 헝가리            |
| 1991년 |                          | 9월 13일                        | 아즐란 샤                             | 국왕      | 말레이시아        |
| 1991년 | 투안쿠 바이눈            | 9월 13일                        | 왕비                                  |           | 말레이시아        |
| 1991년 |                          | 9월 25일                        | 카를로스 살리나스 데 고르타리         | 대통령    | 멕시코            |
| 1992년 | 8월 13일                 |                                 | 호르헤 안토니오 세라노 엘리아스       | 대통령    | 과테말라          |
| 1993년 | 2월 11일                 | 2월 23일                        | 김영삼                                | 대통령    | 대한민국          |
| 1993년 | 2월 11일                 | 2월 23일                        | 손명순                                | 영부인    | 대한민국          |
| 1993년 | 5월 20일                 | 5월 25일                        | 피델 발데즈 라모스                    | 대통령    | 필리핀            |
| 1993년 | 5월 20일                 | 5월 25일                        | 이멜리타 마르띠네즈 라모스            | 영부인    | 필리핀            |
| 1994년 | 11월 7일                 | 11월 21일                       | 에두아르도 프레이 루이스 타글레       | 대통령    | 칠레              |
| 1994년 | 12월 5일                 | 12월 9일                        | 레흐 바웬사                           | 대통령    | 폴란드            |
| 1995년 | 2월 7일                  | 2월 16일                        | 이슬람 카리모프                       | 대통령    | 우즈베키스탄      |
| 1995년 | 2월 21일                 | 3월 6일                         | 로만 헤어초크                         | 대통령    | 독일              |
| 1995년 | 3월 28일                 | 4월 3일                         | 젤류 젤레프                           | 대통령    | 불가리아          |
| 1995년 | 6월 26일                 | 7월 7일                         | 넬슨 만델라                           | 대통령    | 남아프리카 공화국 |
| 1995년 | 9월 26일                 | 9월 29일                        | 카를로스 메넴                         | 대통령    | 아르헨티나        |
| 1996년 | 7월 23일                 | 9월 4일                         | 알바로 아르수                         | 대통령    | 과테말라          |
| 1996년 | 7월 23일                 |                                 | 페르난두 엔히크 카르도주              | 대통령    | 브라질            |
| 1996년 | 10월 8일                 | 10월 20일                       | 후안 카를로스 1세                     | 국왕      | 스페인            |
| 1996년 | 10월 8일                 | 10월 20일                       | 소피아 마르가리타 빅토리아 프리데리키 | 왕비      | 스페인            |
| 1996년 |                          | 11월 26일                       | 자파 이브니 압둘 라만                 | 국왕      | 말레이시아        |
| 1996년 | 12월 10일                | 12월 15일                       | 레오니드 쿠치마                       | 대통령    | 우크라이나        |
| 1998년 | 2월 17일                 | 2월 25일                        | 김대중                                | 대통령    | 대한민국          |
| 1998년 | 2월 17일                 | 2월 25일                        | 이희호                                | 영부인    | 대한민국          |
| 2000년 | 2월 22일                 | 3월 3일                         | 카를로 아첼리오 참피                  | 대통령    | 이탈리아          |
| 2000년 | 2월 22일                 | 3월 6일                         | 자크 시라크                           | 대통령    | 프랑스            |
| 2006년 |                          | 3월 12일                        | 압델라지즈 부테플리카                 | 대통령    | 알제리            |
| 2007년 |                          | 3월 26일                        | 사바 아흐마드 알자비르 알사바         | 국왕      | 쿠웨이트          |
| 2007년 |                          | 3월 28일                        | 하마드 빈 할리파 알사니               | 국왕      | 카타르            |
| 2008년 | 1월 28일                 |                                 | 노무현                                | 대통령    | 대한민국          |
| 2008년 | 1월 28일                 | 권양숙                          | 영부인                                |           | 대한민국          |
| 2009년 |                          | 5월 13일                        | 누르술탄 나자르바예프                 | 대통령    | 카자흐스탄        |
| 2009년 |                          | 11월 12일                       | 알란 가르시아                         | 대통령    | 페루              |
| 2012년 |                          | 5월 30일                        | 칼 16세 구스타프                      | 국왕      | 스웨덴            |
| 2012년 |                          | 11월 21일                       | 할리파 빈 자이드 나하얀               | 대통령    | 아랍에미리트      |
| 2013년 | 2월 12일                 |                                 | 이명박                                | 대통령    | 대한민국          |
| 2013년 | 2월 12일                 | 김윤옥                          | 영부인                                |           | 대한민국          |
| 2013년 | 2월 19일                 |                                 | 박근혜                                | 대통령    | 대한민국          |
| 2014년 |                          | 11월 19일                       | 수실로 밤방 유도요노                  | 대통령    | 인도네시아        |
| 2015년 |                          | 4월 20일                        | 오얀타 우말라                         | 대통령    | 페루              |
| 2018년 | 10월 8일                 |                                 | 에마뉘엘 마크롱                       | 대통령    | 프랑스            |
| 2019년 |                          |                                 | 하랄 5세                              | 국왕      | 노르웨이          |
| 2021년 |                          |                                 | 알렉산더 판데어벨렌                   | 대통령    | 오스트리아        |
| 2021년 |                          |                                 | 펠리페 6세                            | 국왕      | 스페인            |
| 2021년 |                          |                                 | 레티시아 오르티스 로카솔라노          | 왕비      | 스페인            |
| 2022년 | 5월 3일                  |                                 | 문재인                                | 대통령    | 대한민국          |
| 2022년 | 5월 3일                  | 김정숙                          | 영부인                                |           | 대한민국          |
| 2025년 | 6월 4일                  |                                 | 이재명                                | 대통령    | 대한민국          |
| 2025년 | 6월 4일                  | 김혜경                          | 영부인                                |           | 대한민국          |

## 같이 보기
- 대한민국의 훈장
- 대한제국의 훈장